# Edoardo Piscopo
Edoardo Piscopo, né le 4 février 1988 à Rome, est un pilote automobile italien.

## Carrière
- 2001-2005 : Karting
- 2005 : Formule BMW USA (5e place, 3 victoires)
- 2006 : Formule Renault italienne (3e, 1 pole)
- 2006 : Eurocup Formule Renault (10e)
- 2007 : Formule 3 Euro Series (15e)
- 2007 : Toyota Racing Series (25e)
- 2007-2008 : A1 Grand Prix (18e avec l'Italie)
- 2008 : Championnat d'Italie de Formule 3 (2e)
- 2010 : GP2 (25e/3 points)